# Sabri Alliche
Pour les articles homonymes, voir Alliche.
Sabri Alliche (né le 10 novembre 1991 à Perpignan) est un judoka français en activité évoluant dans la catégorie des  - de 81 kg.
Après avoir été licencié au Judo Athlétique Perpignanais (JAP), il intègre le Pôle France Bordeaux (PFB) en 2007. Il est licencié au sein du Sainte-Geneviève Sports (SGS).

## Biographie
Il se révèle en intégrant en 2007 le Pôle France Bordeaux (PFB), il remporte plusieurs podiums aux Championnats de France. En 2010 il entre à l'Institut national des espoirs français (INEF).

## Palmarès

### Championnats de France
- 7ème lors des Championnats de France 1ère Division 2019.
- Médaille de Bronze lors des Championnats de France 1ère Division par équipes 2019.
- Médaille d'Or lors des Championnats de France Universitaire 2016.
- Médaille d'Argent lors des Championnats de France Universitaire par équipe 2014.
- Médaille d'Argent lors des Championnats de France Universitaire 2014.
- Médaille d'Argent lors des Championnats de France 2eme Division 2014.
- Médaille d'Argent lors des Championnats de France 1ère Division par équipe 2013.
- Médaille d'Argent lors des Championnats de France Universitaire par équipe 2013.
- Médaille d'Or lors des Championnats de France Universitaire par équipe 2012.
- Médaille d'Argent lors des Championnats de France Universitaire 2012.
- Médaille d'Argent lors des Championnats de France 2ème Division 2011.
- Médaille de Bronze lors des Championnats de France Juniors 2010.

### Tournois internationaux
- Médaille de Bronze lors du Tournoi de Marseille 2017.
- Médaille d'Or au lors du Tournoi de Wasquehal 2015.
- Médaille de Bronze lors du Tournoi International de Laval 2012.
- Médaille d'Argent lors du Tournoi International de Lyon 2010.